# Compton Abbas

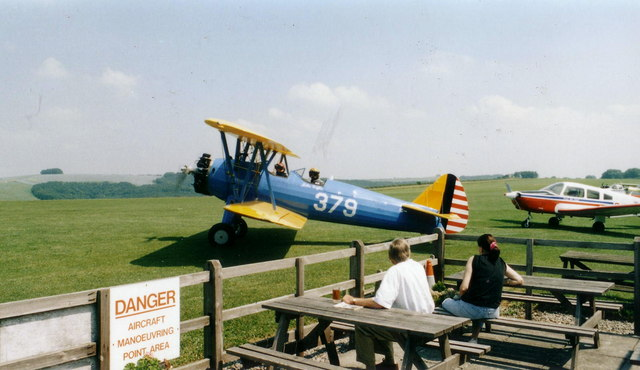
Il campo d'aviazione di Compton Abbas

Compton Abbas è villaggio con status di parrocchia civile dell'Inghilterra sud-occidentale, facente parte della contea del Dorset e del distretto del North Dorset. Costituito dalle frazioni di West Compton e East Compton, conta una popolazione di circa 200 abitanti.

## Geografia fisica

### Collocazione
Compton Abbas si trova a circa 2,5 miglia a sud di Shaftesbury.

### Dimensioni
La parrocchia civile di Compton Abbas si estende in un'area di appena 1.450 acri.

## Società

### Evoluzione demografica
Al censimento del 2001, la parrocchia civile di Compton Abbas conta una popolazione pari a 217 abitanti.
Compton Abbas conobbe un calo demografico tra il 1861 e il 1891, quando la popolazione scese rispettivamente da 456 a 299 abitanti.

## Edifici d'interesse
Tra gli edifici d'interesse della parrocchia civile di Compton Abbas, figura la Chiesa di Santa Maria, situata a West Compton e risalente al 1856.
Nella chiesa sono stati trasferiti oggetti appartenuti alla Chiesa di Santa Maria di East Compton, ora in rovina.  Della vecchia chiesa, rimane ora solo la torre del XV secolo.

## Infrastrutture e trasporti
Nei dintorni di Compton Abbas si trova un campo d'aviazione, il Compton Abbas Airfield.